# Ferdinand Coutan
Pour les articles homonymes, voir Coutan.
Ferdinand Coutan, né le 5 juillet 1852 à Fontainebleau et mort le 24 février 1952 à Rouen, est un médecin et archéologue français.

## Biographie
Il nait le 5 juillet 1852 à Fontainebleau, fils d'Édouard, pharmacien, et de Céline Harvier.
Il se marie le 26 novembre 1883 à Formerie avec Marie Cuel (1862-1941) dont il aura au moins cinq enfants.
Il devient docteur en médecine à Paris en 1881. Établi au Tréport, il s'installe à Rouen avant 1900.
Membre de l'Académie de Rouen à partir de 1894, il en devient président en 1900. Il est également président des Amis des Monuments Rouennais en 1911. Il est aussi membre de la Commission départementale des Antiquités de la Seine-Inférieure de 1891 à 1925.
Domicilié au no 10 rue d'Ernemont, il meurt le 24 février 1952 à Rouen.

## Distinctions
- Officier de l'Instruction publique (1927)[1]

## Publications
- La chapelle Saint-Julien du Petit-Quevilly et ses peintures murales, Léon Gy, 1902, 15 p.
- L'ancienne cathédrale d'Avranches, Imprimeries Cagniard, Léon Gy successeur, 1902, 32 p.
- Le château de Dieppe, Rouen, Lecerf fils, 1904, 19 p.
- L'église Notre-Dame de Vernon, Rouen, Lecerf fils, 1912, 22 p.
- L'Ancienne Église de Saint-Saëns (Seine-Inférieure), Paris, Société générale d'imprimerie et d'édition, 1930, 19 p.
- « Le Palais de l'Archevêché de Rouen », dans Églises, hôtels, vieilles maisons de Rouen, Rouen, Société des amis des monuments rouennais, 1986, 518 p. (OCLC 758618632), p. 135-144